# HiRISE

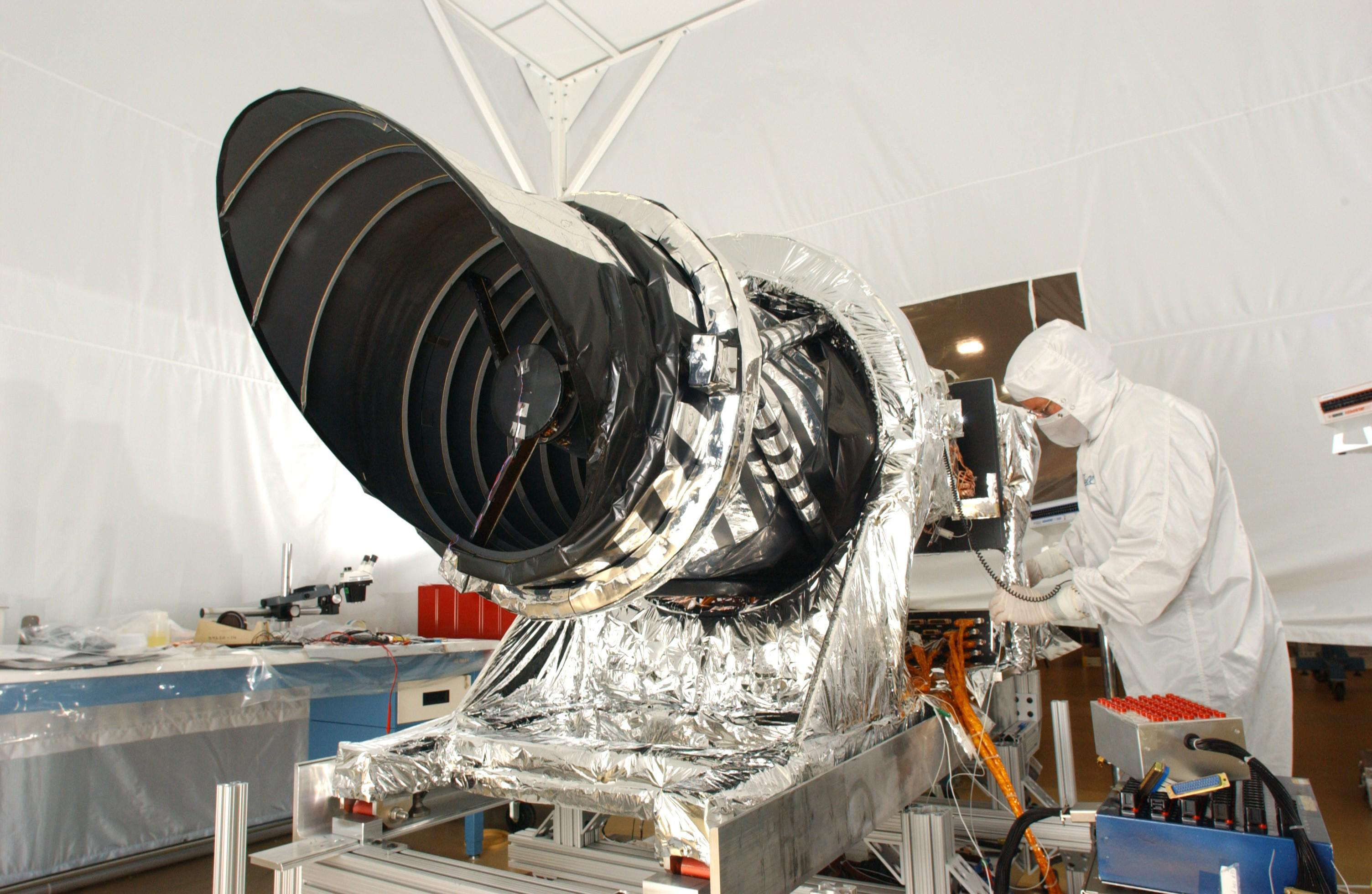
Um funcionário prepara a HiRISE antes de seu envio para a acoplagem à sonda espacial.

A High Resolution Imaging Science Experiment é uma câmera a bordo da Mars Reconnaissance Orbiter. O instrumento de 65 kg, orçado em $40 milhões (USD) foi construído sob a direção do Laboratório Lunar e Planetário da Universidade do Arizona pela Ball Aerospace & Technologies. Este consiste em um telescópio refletor medindo 0.5 m, o maior de qualquer missão no espaço exterior, o que o permite obter imagens de Marte com uma resolução de 0.3 m/pixel, captando com detalhes objetos medindo menos de um metro.
Em 2010, a HiRISE havia mapeado 1 por cento da superfície de Marte com essa qualidade.

## História

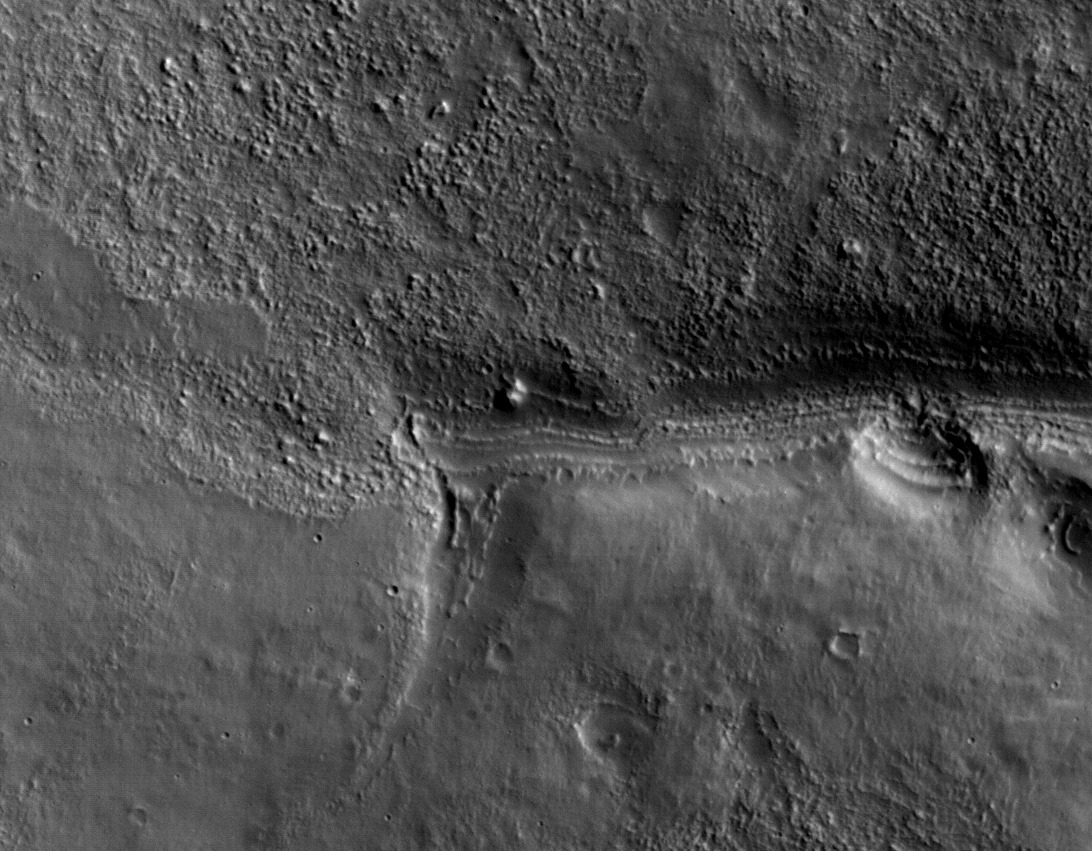
Aproximação da primeira imagem de Marte da câmera HiRISE.

No final dos anos 80, Alan Delamere do Ball Aerospace começou a planejar um tipo de captação de imagens de alta resolução para auxiliar no retorno de amostras e exploração da superfície de Marte.
No início de 2001 ele firmou uma parceria com Alfred McEwen da Universidade do  Arizona para propor uma câmera dessa espécie para a Mars Reconnaissance Orbiter (MRO), a NASA formalmente aceitou o pedido em 9 de novembro de 2001.
Ao Ball Aerospace foi dada a responsabilidade de construir a câmera, tendo eles entregue a HiRISE à NASA em 6 de dezembro de 2004, para a integração com os outros componentes da sonda.  Ela foi preparada para lançamento a bordo da MRO em 15 de agosto de 2005, a equipe de desenvolvimento da HiRISE estava presente.
Durante a viagem da MRO, a HiRISE fez vários disparos de calibração incluindo vários na Lua e no aglomerado estelar Caixa de Jóias. Essas imagens ajudaram a calibrar a câmera a preparando para capturar imagens de Marte.
Em 10 de março de 2006, a MRO entrou na órbita marciana e posicionou a HiRISE para capturar as primeiras imagens de Marte. O instrumento teve duas oportunidades de obter imagens de Marte (a primeira foi em 24 de março de 2006) antes que a MRO entrasse na fase de aerofrenagem, durantre a qual a câmera foi desligada por 6 meses. Ela foi ligada com sucesso em 27 de setembro, e tirou as primeiras fotos em alta resolução em 29 de setembro.
Em 6 de outubro de 2006 a HiRISE obteve a primeira imagem da cratera Victoria, um local que estava também sendo estudado pelo veículo Opportunity.
Em fevereiro de 2007 sete detectores mostraram sinais de degradação, com um canal infra vermelho quase que completamente degradado, e o outro exibindo sinais avançados de degradação. Os problemas parecem desaparecer quando altas temperaturas são utilizadas para se obter imagens com a câmera. Em março, a degradação parece ter estabilizado, mas a causa por trás disso permanece desconhecida.  Experimentos subsequentes com o Modelo de Engenharia (EM) no Ball Aerospace forneceram evidência definitivo para a causa: contaminação nos conversores analógico-para-digital (ADCs) o fazia com que o bit flipping criasse a aparente interferência e dados de baixa qualidade das imagens, combinado com falhas no design levando à entrega de ondas analógicas de baixa qualidade para os ADCs. Trabalho posterior demonstrou que a degradação pode ser revertida provocando um aquecimento  dos ADCs.
Em 03-10-2007 a HiRISE se voltou para a Terra, e tirou uma foto desta e da Lua. Em uma imagem colorida de alta resolução, a Terra ocupou um espaço de 90 pixels e a Lua 24 pixels a uma distância de 142 milhões de km.
Em 25 de maio de 2008, a HiRISE capturou uma imagem da Mars Phoenix Lander da NASA descendo de para quedas em Marte. Foi a primeira vez que uma sonda especial capturou imagens da descida final de outra sonda especial em um planeta.
Em 1º de abril de 2010, a NASA liberou as primeiras imagens sob o programa HiWish no qual sugeriu se que apenas planícies fossem fotografadas pela HiRISE.  Uma das oito localidades foi Aureum Chaos.  A primeira imagem abaixo fornece uma visão ampla da área. As duas imagens seguintes são da HiRISE.

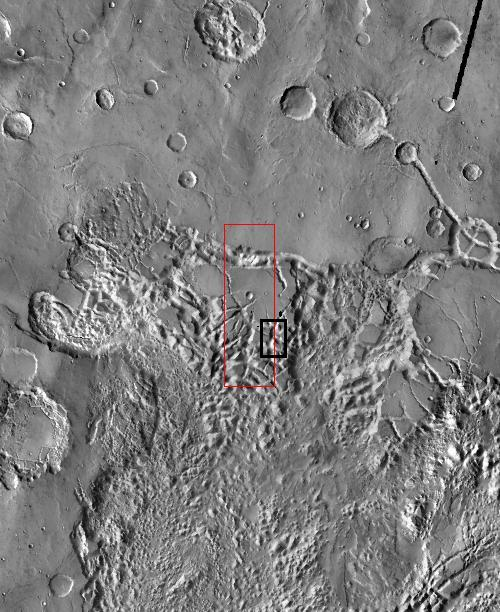
Imagem em vista ampla da THEMIS das seguintes imagens da HiRISE. O quadrado preto mostra a localização aproximada das imagens da HiRISE.  Essa imagem é apenas parte de uma vasta área conhecida como Aureum Chaos.  Clique na imagem para visualizar detalhes.
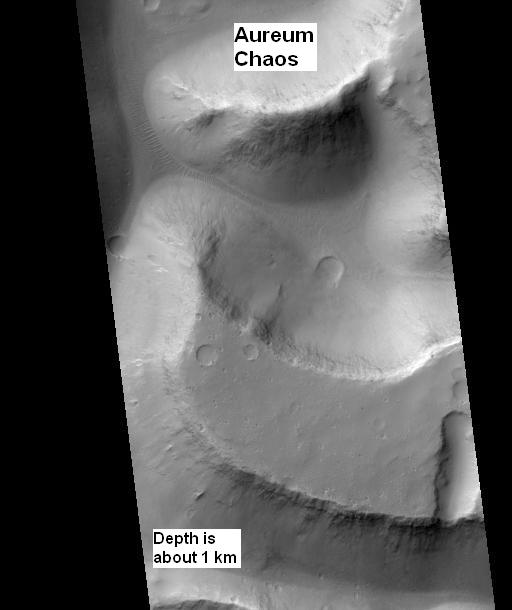
Aureum Chaos, visto pela HiRISE, sob o programa HiWish.  Imagem localizada no quadrângulo de Margaritifer Sinus.
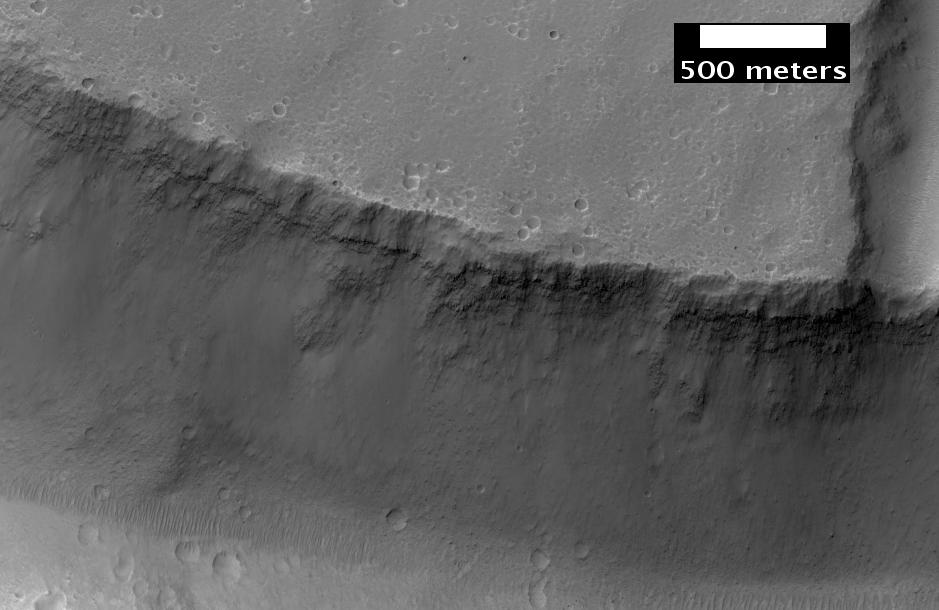
Vista aproximada da foto anterior, vista pela HiRISE sob o programa HiWish. Pequenos pontos arredondados são penedos.
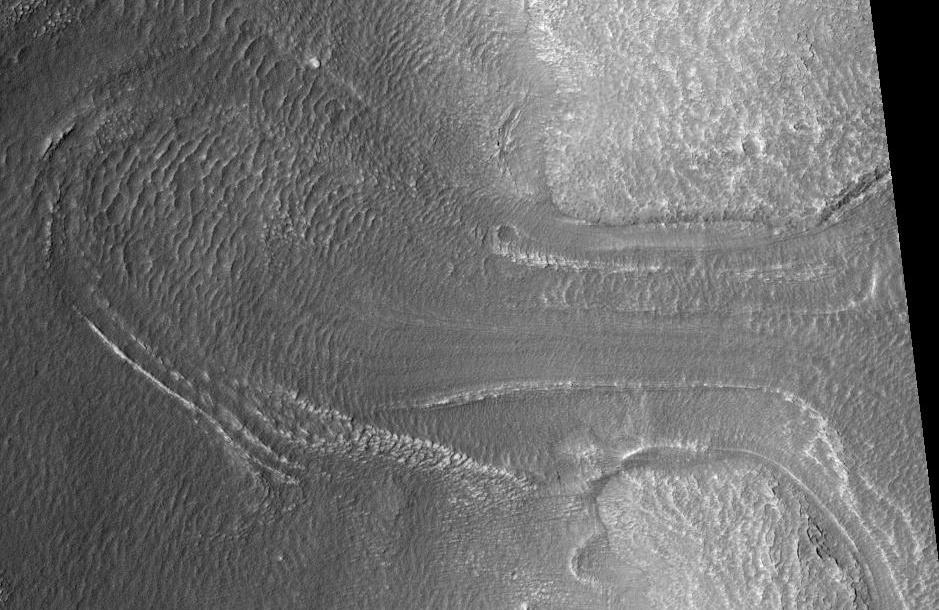
Provável geleira vista pela HiRISE sob o programa HiWish.  Estudos de radar concluíram que esta formação é composta quase que inteiramente de gelo puro. Ela parece estar se movendo do terreno elevado (uma mesa) à direita.  A localização é o quadrângulo de Ismenius Lacus.

## Propósito

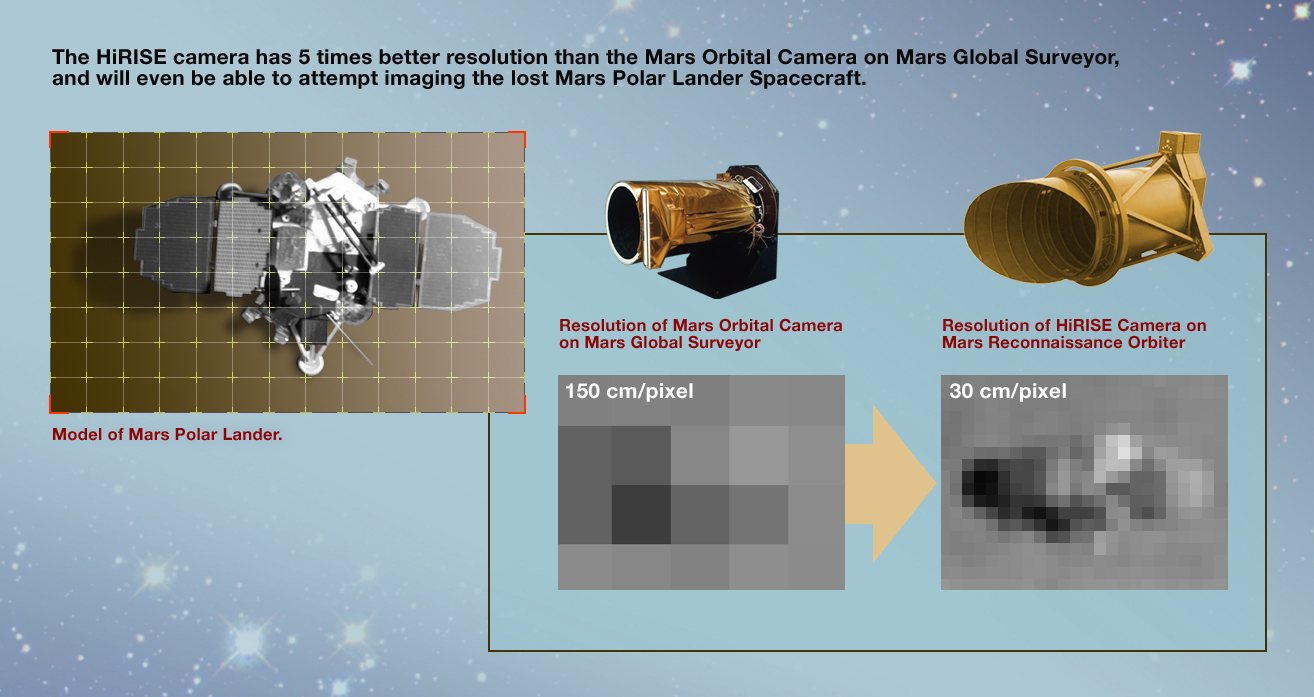
Comparação da resolução da câmera da MRO HiRISE com sua predecessora, a MOC a bordo da MGS

A câmera da HiRISE foi desenvolvida para observer formações na superfície de Marte em maior detalhe que seria possível anteriormente. Isso permite o estudo da idade das formações marcianas, a procura de locais para a aterrissagem para futuras sondas espaciais, e em geral, ver detalhes maiores do que os que haviam sido captados a partir da órbita. Fazendo isso, torna-se possível realizar melhores estudos dos canais e vales marcianos, formações vulcânicas, possíveis vestígios de lagos e oceanos e outras características do terreno tal como elas existem na superfície marciana.
Ao público geral será em breve permitido requisitar que a HiRISE capture imagens de determinados locais de Marte. Por essa razão, e devido ao acesso inédito às imagens pelo público em geral, logo após terem sido recebidas e processadas, à câmera foi dada a filosofia, "A Câmera do Povo".

## Design

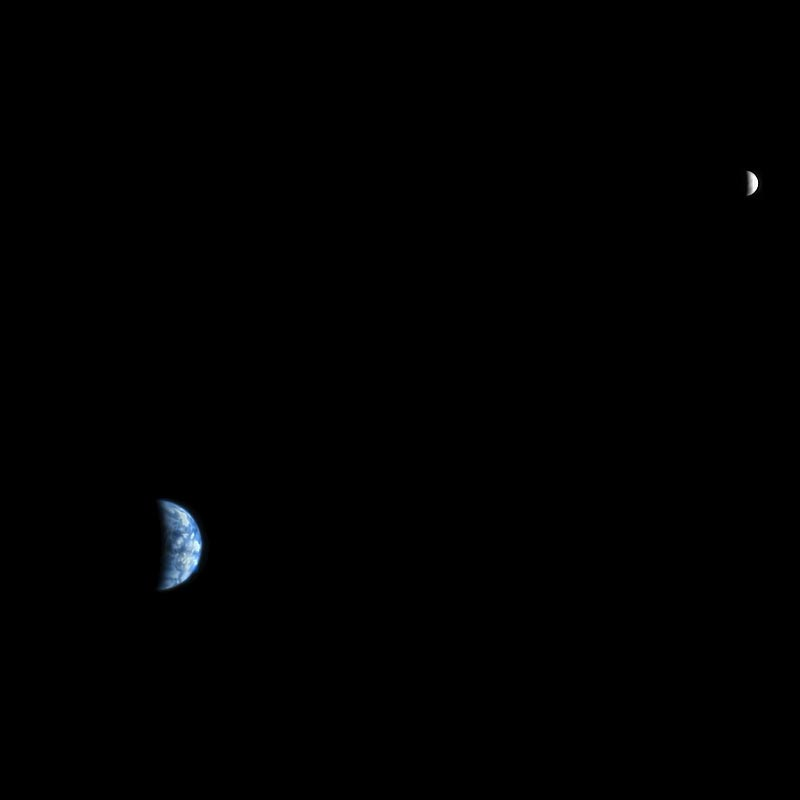
A Terra e a Lua vistas a partir da Mars Reconnaissance Orbiter, imagem obtida pela HiRISE

A HiRISE foi desenvolvida para ser uma câmera de alta resolução desde o início. Ela possui um grande espelho, bem como uma grande câmera CCD. Devido a isso, ela atinge uma resolução de 1 microradiano, ou 0.3 metros a uma altura de 300 km (por comparação, imagens de satélite do Google Maps estão disponíveis a 1 metro.)  Ela pode obter imagens em três bandas de cores, 400–600 nm (azul-verde ou B-G), 550–850 nm (vermelho) e 800–1,000 nm (próximo ao infra vermelho ou NIR).
A HiRISE incorpora um espelho primário medindo 0.5-metros, o maior telescópio ótico já enviado além da órbita da Terra. A massa do instrumento é de 64.2 kg.
As imagens em cor vermelha possuem uma largura de 20,048 pixels (6 km em uma órbita de 300 km), e as verde-azul e infra vermelhas 4,048 pixels (1.2 km). O computador de bordo da HiRISE lê essas linhas em cincronia com a velocidade ao solo da sonda, o que significa que as imagens são potencialmente ilimitadas em altura. Praticamente, ela é limitada pela capacidade de memória do computador de bordo de 28 Gb. O tamanho nominal máximo das imagens em vermelho (comprimidas a 8 bits por pixel) é de aproximadamente 20,000 × 126,000 pixels, ou 2520 megapixels e 4,000 × 126,000 pixels (504 megapixels) para as imagens mais estreitas das bandas Azul-Verde e NIR. Uma única imagem não comprimida utiliza mais de 28 Gb. No entanto, essas imagens são transmitidas com um tamanho máximo típico de 11.2 Gb. Essas imagens são liberadas para o público em geral no site da HiRISE via um novo formato chamado JPEG 2000.
Para facilitar o mapeamento de locais potenciais para aterrissagem, a HiRISE pode produzir pares em estéreo de imagens das quais a topografia pode ser medida com uma precisão de 0.25 metros.

## Convenções para os nomes das imagens
As imagens da HIRISE estão disponíveis para o público, então pode ser útil saber seu nome. Extraído da documentação oficial:
```
Name:
ppp_oooooo_tttt_ffff_c.IMG
```

```
ppp = Mission Phase:
  INT = Integration and Testing
  CAL = Calibration Observations
  ATL = ATLO Observations
  KSC = Kennedy Space Center Observations
  SVT = Sequence Verification Test
  LAU = Launch
  CRU = Cruise Observations
  APR = Mars Approach Observations
  AEB = Aerobraking Phase
  TRA = Transition Phase
  PSP = Primary Science Orbit (nov 2006-nov 2008)
  REL = Relay phase
  E01 = 1st Extended Mission Phase if needed
  Exx = Additional extended Missions if needed
```

```
oooooo = MRO orbit number
```

```
tttt = Target code
```

```
ffff Filter/CCD designation:
RED0-RED9 - Red filter CCDs
IR10-IR11 – Near-Infrared filter CCDs
BG12-BG13 – Blue-Green filter CCDs
```

```
c = Channel number of CCD (0 or 1)
```

O código alvo se refere à posição
latitudinal do centro da observação
relativa ao início da órbita.
O início da órbita se localiza no equador
no lado descendente (face onde é noite) da
orbita. Um código alvo de 0000 se refere ao
início da órbita. O código alvo aumenta em
valor ao longo do percurso da órbita variando
de 0000 a 3595. Essa convenção permite
que a ordem do nome do arquivo esteja em
seqüência com o tempo. Os primeiros três
dígitos referem-se ao número dos graus
inteiros desde o início da órbita, o quarto
dígito refere-se aos graus fracionários arredondado
para os 0.5 graus mais próximos.
Valores maiores que 3595 referem-se a observações
fora de Marte ou observações especiais.
Exemplos de código alvo:
```
0000 – planned observation at the equator on descending side of orbit.
0900 – planned observation at the south pole.
1800 – planned observation at the equator on the ascending side (day side) of the orbit.
2700 – planned observation at the north pole.
```

Valores para observações fora de Marte e observações especiais:
```
4000 – Star Observation
4001 – Phobos Observation
4002 – Deimos Observation
4003 – Special Calibration Observation
```